# Buracos negros regulares
Um dos maiores desafios da Teoria da Relatividade Geral (TRG) é a previsão da existência de singularidades de curvatura no centro das soluções usuais de buracos negros (BNs), uma vez que em tais patologias as leis conhecidas da física deixam de funcionar.
Os BNs regulares (BNRs) são geometrias livres de singularidades intrínsecas obtidas a partir da solução das equações de campo de Einstein na presença de diferentes tipos de matéria ou pela proposta de geometrias regulares sem necessariamente uma fonte. O primeiro modelo foi proposto como um modelo de brinquedo por James Bardeen em 1968 e, no início dos anos 2000, reinterpretado como um monopolo magnético não linear.
Desde então, vários modelos de BNRs foram obtidos a partir da solução exata das equações de campo correspondentes, mesmo no contexto de teorias alternativas de gravitação. Entre as principais fontes de BNRs, pode-se destacar a eletrodinâmica não linear, mas existem outros tipos de fontes.